# Yengica (Qəbələ)
Yengica è un comune dell'Azerbaigian situato nel distretto di Qəbələ. Conta una popolazione di 458 abitanti.